# Бєлковський Станіслав Олександрович
Станіслав Олександрович Бєлковський (нар. 7 лютого 1971, Москва, РРФСР, СРСР) — російський політтехнолог та політичний радник, публіцист. За освітою програміст. Засновник і колишній директор російського Інституту національної стратегії (2004—2009) та Ради з національної стратегії (2002—2004).
В якості політичного консультанта співпрацював з кількома виданнями, в тому числі «Московский комсомолец», «Дождь», «Ехо Москви». Зараз розвиває власний YouTube-канал. 

## Біографія
Народився 7 лютого 1971 року в Москві. Своє національне походження від описує як російсько-українсько-польсько-єврейське. Закінчив факультет економічної кібернетики Московського інституту управління, після чого працював системним програмістом (системним адміністратором). Згодом почав займатись політичним консультуванням. Створив сайт «АПН.ру».
Володіє англійською, німецькою та українською мовами.

## Кар'єра
Кінець 2001-го — початок 2002. На виборах губернатора російської Сахи-Якутії працював у штабі Валентина Колмогорова.
2003 — опублікував ряд доповідей: «Держава і олігархія», «Нова вертикаль влади».
2003 — написав доповіді «Самотність Путіна», «Самотність Путіна-2».
2004 — очолив організацію «Інститут національної стратегії», який об'єднав групу російських політологів. Деякий час був головним редактором інтернет-видання цього інституту — Агентства політичних новин.
2014 року попросив про отримання українського громадянства.
Працював телеведучим на каналі Дождь і вів колонку на ресурсі Slon.ru. 
З жовтня 2017 року головний політичний консультант у штабі Ксенії Собчак у ході президентських виборів в Росії 2018 року.
Перед президентськими виборами в Україні 2019 року, незважаючи на заборону на перетин кордону, поновив відвідування Києва, де контактував зі штабом Володимира Зеленського. За думкою деяких ЗМІ, є автором «Відповіді Путіну», що була опублікована на сторінці Зеленського в соціальній мережі Facebook 27 квітня 2019 року.
У березні 2022 після початку повномасштабної російсько-української війни покинув Росію, перебравшись в Ізраїль. Причиною від'їзду назвав високі ризики для свободи та безпеки через власні погляди.
13 вересня 2023 Міністерство юстиції РФ визнало його іноземним агентом.

## Висловлювання про Бєлковського
Російський політолог, доктор політичних наук Ігор Бунін вважав, що Бєлковський «на своєму інтернет-ресурсі викладав не надто грамотні політологічні статті».
Борис Березовський характеризував Бєлковського так: «Він добре освічений. Він креативний, тобто креативний, коли справа йде про чорний піар … і при цьому він себе не переоцінює».
Оглядач «Нової Газети» Олександр Лосєв 2003 року вважав, що ціллю Інституту національної стратегії та Ради з національної стратегії, які свого часу очолював Бєлковський, є створення «політологічних структур і глобальних стратегій» з єдиною метою — «освоїти бюджет».

## Роль у «справі ЮКОСа»
26 травня 2003 року Бєлковський опублікував доповідь під назвою «Держава та олігархія», яка, на думку деяких спостерігачів, і поклала початок «справі ЮКОСа». На думку Андрія Піонтковського, цю доповідь замовив Бєлковському найближчий путінський радник Ігор Сєчін.

## Характеристика Путіна (2014)
Поведінку та психічний стан Путіна під час його керування агресією Росії проти України, Бєлковський разом із фахівцями Інституту судової психіатрії ім. Сербського розцінив як «гіпертоксичну шизофренію».

## Сім'я
У 2005—2011 роках був одружений з українською журналісткою та політтехнологинею Олесею Яхно. У них є син Дмитро.

## Книги
- Бізнес Володимира Путіна (2006, ISBN 5-9681-0103-2) (спільно з Володимиром Голишевим)
- Імперія Володимира Путіна (2007, ISBN 978-5-9265-0437-5)
- Покаяння (2010, ISBN 978-5-17-068000-9)
- Сутність режиму Путіна (2012, ISBN 978-5-4320-0065-1)

## Статті, інтерв'ю
- Чому я прошу українського громадянства (19.03.2014) [Архівовано 25 серпня 2014 у Wayback Machine.](рос.)
- Публікації Бєлковського на АПН.ру [Архівовано 2 серпня 2012 у Wayback Machine.]
- Людина без біографії [Архівовано 5 серпня 2012 у Wayback Machine.]
- Пригоди росіян в Росії. Реальні та уявні
- Інтерв'ю. Чому Путін зовсім не хоче залишитися президентом
- Бєлковський на радіо «Ехо Москви» [Архівовано 22 липня 2012 у Wayback Machine.]
- Бєлковський на «Російській службі новин»
- Інтерв'ю Бєлковського журналу «Партнер» (Німеччина)[недоступне посилання з травня 2019]
- Інтерв'ю Бєлковського газеті «Російська думка» (Франція)
- Інтерв'ю Бєлковського для журналу «New Times» — (відео), 8 листопада 2007
- Бєлковський в програмі «Реальний час» радіостанції Finam Fm. [Архівовано 27 липня 2012 у Wayback Machine.] — 11 листопада 2010
- Всі інтерв'ю Станіслава Бєлковського на радіостанції «Фінам FM» [Архівовано 17 серпня 2012 у Wayback Machine.]
- Статті С. Бєлковського в «МК»
- Бєлковський: Янукович дратує Кремль [Архівовано 8 грудня 2010 у Wayback Machine.]— 3 листопада 2010
- Станіслав Бєлковський — Сценарій розвитку Росії. Відео  [Архівовано 5 березня 2016 у Wayback Machine.]